# Kabinett Morgan III
Das Kabinett Morgan III war die fünfte Regierung von Wales. Sie erfolgte auf die Wahl zur Nationalversammlung für Wales 2007. Bei dieser Wahl erhielt die Welsh Labour Party 26 der 60 Sitze. Nachdem Verhandlungen zwischen Plaid Cymru, den Welsh Liberal Democrats und der Welsh Conservative Party zur Bildung einer Regenbogenkoalition scheiterten, bildete Labour unter Rhodri Morgan am 26. Mai 2007 eine Übergangsregierung, bis die Bildung einer Koalition mit Mehrheit im walisischen Parlament erfolgt war. Am 19. Juli 2007 endete diese Regierung, da eine Koalitionsregierung mit absoluter Mehrheit mit Plaid gebildet werden konnte.

## Kabinet

### Minister
| Amt                                                   | Bild | Name          | Partei | Partei | Amtszeit |
| ----------------------------------------------------- | ---- | ------------- | ------ | ------ | -------- |
| First Minister                                        |      | Rhodri Morgan |        | Labour | 2007     |
| Minister für Finanzen und Unternehmen                 |      | Jane Hutt     | Labour | 2007   |          |
| Minister für Wirtschaft und Transport                 |      | Brian Gibbons | Labour | 2007   |          |
| Minister für Bildung, Kultur und Sprache              |      | Carwyn Jones  | Labour | 2007   |          |
| Minister für Gesundheit und soziale Sicherung         |      | Edwina Hart   | Labour | 2007   |          |
| Minister für soziale Gerechtigkeit                    |      | Andrew Davies | Labour | 2007   |          |
| Minister für Nachhaltigkeit und ländliche Entwicklung |      | Jane Davidson | Labour | 2007   |          |

### Vizeminister
| Amt                                                           | Name             | Name          | Partei | Amtszeit |
| ------------------------------------------------------------- | ---------------- | ------------- | ------ | -------- |
| Stellvertretender Minister für Parlamentsangelegenheiten      |                  | Carl Sargeant | Labour | 2007     |
| Stellvertretender Minister für Wirtschaft und Transport       | Huw Lewis        | Labour        | 2007   |          |
| Stellvertretender Minister für Bildung, Kultur und Sprache    | John Griffiths   | Labour        | 2007   |          |
| Stellvertretender Minister für Gesundheit und soziale Dienste | Gwenda Thomas    | Labour        | 2007   |          |
| Stellvertretender Minister für soziale Gerechtigkeit          | Leighton Andrews | Labour        | 2007   |          |